# Liga Narodów UEFA Kobiet (2025)/Grupa B4
W Grupie B4 Ligi Narodów Kobiet 2025 brały udział następujące zespoły:
- Czechy
- Ukraina
- Chorwacja
- Albania

## Tabela
| Lp. | Drużyna       | M | Mecze | Mecze | Mecze | Bramki | Bramki | Bramki | Pkt |
| Lp. | Drużyna       | M | W     | R     | P     | +      | −      | +/−    | Pkt |
| --- | ------------- | - | ----- | ----- | ----- | ------ | ------ | ------ | --- |
| 1.  | Ukraina (A)   | 6 | 4     | 1     | 1     | 8      | 6      | +2     | 13  |
| 2.  | Czechy        | 6 | 4     | 1     | 1     | 17     | 4      | +13    | 13  |
| 3.  | Albania       | 6 | 2     | 0     | 4     | 10     | 12     | −2     | 6   |
| 4.  | Chorwacja (E) | 6 | 1     | 0     | 5     | 4      | 17     | −13    | 3   |

## Wyniki
| 21 lutego 2025 18:00 CET | Albania · Berisha 90+5' | 1:2(0:1)Raport | Ukraina · 31' Owdijczuk · 48' Kozlova | Stadiumi Niko Dovana, Durrës Widzów: 2 520 Sędzia: Franziska Wildfeuer |
|                          |                         |                |                                       |                                                                        |

| 21 lutego 2025 19:00 CET | Chorwacja | 0:4(0:3)Raport | Czechy · 15' Stašková · 18' Khýrová · 29' Krejčiříková · 63' Svitková | Stadion im. Aldo Drosiny, Pula Widzów: 327 Sędzia: Abigail Byrne |
|                          |           |                |                                                                       |                                                                  |

| 25 lutego 2025 17:30 CET | Czechy · Svitková 34', 42' · Bartoňová 45+2', 62' · Stašková 60' | 5:1(3:1)Raport | Albania · 24' (k) Doçi | Stadion Střelecký ostrov, Czeskie Budziejowice Widzów: 2 025 Sędzia: Kristina Georgieva |
|                          |                                                                  |                |                        |                                                                                         |

| 25 lutego 2025 18:00 CET | Ukraina · Kotyk 2' · Kalinina 61' | 2:1(1:0)Raport | Chorwacja · 69' Nevrkla | Stadiumi Ruzhdi Bizhuta, Elbasan (Albania) Widzów: 10 Sędzia: Shona Shukrula |
|                          |                                   |                |                         |                                                                              |

| 4 kwietnia 2025 16:00 CEST | Albania · Berisha 14' · Hilaj 24' · Doçi 72' · Hamonikaj 90+1' | 4:0(2:0)Raport | Chorwacja | Stadion Loro-Boriçi, Szkodra Sędzia: Alexandra Collin |
|                            |                                                                |                |           |                                                       |

| 4 kwietnia 2025 18:00 CEST | Ukraina · Owdijczuk 57' | 1:0(0:0)Raport | Czechy | Stadion Miejski, Polkowice (Polska) Sędzia: Ainara Acevedo |
|                            |                         |                |        |                                                            |

| 8 kwietnia 2025 16:00 CEST | Chorwacja · Slipčević 11' | 1:2(1:1)Raport | Albania · 32' Berisha · 71' (sam.) Balog | Sportski Centar Rudeš, Zagrzeb Sędzia: Maria Marotta |
|                            |                           |                |                                          |                                                      |

| 8 kwietnia 2025 17:30 CEST | Czechy · Svitková 4' | 1:1(1:1)Raport | Ukraina · 19' (k) Petryk | Stadion Miejski, Uście nad Łabą Sędzia: Minka Vekkeli |
|                            |                      |                |                          |                                                       |

| 30 maja 2025 17:00 CEST | Czechy · Khýrová 6' · Svitková 18' · Pochmanová 23' · Dubcová 47' · Polášková 53' | 5:0(3:0)Raport | Chorwacja | Letní stadion na Zadních Vinohradech, Chomutov Sędzia: Karoline Wacker |
|                         |                                                                                   |                |           |                                                                        |

| 30 maja 2025 19:00 CEST | Ukraina · Owdijczuk 19' · Basanska 41' | 2:1(2:1)Raport | Albania · 10' Berisha | Stadion Varteks, Varaždin (Chorwacja) Sędzia: Caroline Lanssens |
|                         |                                        |                |                       |                                                                 |

| 3 czerwca 2025 19:00 CEST | Chorwacja · Vračević 11' · Živković 52' | 2:0(1:0)Raport | Ukraina | Stadion im. Branka Čavlovicia-Čavleka, Karlovac Sędzia: Deborah Anex |
|                           |                                         |                |         |                                                                      |

| 3 czerwca 2025 CEST | Albania · Berisha 45+2' | 1:2(1:0)Raport | Czechy · 87' (k) Bartoňová · 90' Khýrová | Stadion Loro-Boriçi, Szkodra Sędzia: Michalina Diakow |
|                     |                         |                |                                          |                                                       |

## Strzelcy

### 5 goli
- Kateřina Svitková

### 4 gole
- Fortesa Berisha

### 3 gole
- Michaela Khýrová
- Olha Owdijczuk

### 2 gole
- Megi Doçi
- Eva Bartoňová
- Andrea Stašková

### 1 gol
- Klea Hamonikaj
- Alma Hilaj
- Kristina Nevrkla
- Ivana Slipčević
- Tea Vračević
- Barbara Živković
- Kamila Dubcová
- Tereza Krejčiříková
- Aneta Pochmanová
- Aneta Polášková
- Olha Basanska
- Jana Kalinina
- Yana Kotyk
- Nicole Kozlova
- Anna Petryk

### Gole samobójcze
- Leonarda Balog (dla Albanii)